# My Valet
Pour plus de détails, voir Fiche technique et Distribution.
My Valet est un film muet américain réalisé par Mack Sennett, sorti en 1915.

## Fiche technique
- Titre : My Valet
- Réalisation : Mack Sennett
- Producteur : Mack Sennett
- Studio de production : The Keystone Film Company
- Pays : États-Unis
- Format : Noir et blanc - 1.33 : 1 - Format 35 mm
- Langue : film muet intertitres anglais
- Genre : Comédie
- Durée : 3 bobines
- Sortie :  États-Unis 7 novembre 1915

## Distribution
- Raymond Hitchcock : John Jones
- Mack Sennett : le valet de John
- Mabel Normand : Mabel Stebbins
- Fred Mace : le comte français
- Frank Opperman : Hiram Stebbins
- Alice Davenport : Mrs. Stebbins